# George Archer-Shee
Pour les articles homonymes, voir Archer (homonymie) et Shee.
George Archer-Shee, né à Bristol le 6 mai 1895, mort le 31 octobre 1914, est un élève d'un collège naval britannique, renvoyé pour vol puis acquitté deux ans plus tard. Devenu officier, il est tué au début de la Première Guerre mondiale. Son histoire a inspiré une pièce de théâtre et des adaptations à la radio, à la télévision et au cinéma.

## Biographie

### Début de formation
George Archer-Shee, né en 1895 à Bristol, est le fils de Martin Archer-Shee, banquier de la Banque d'Angleterre, et d'Helen Treloar sa seconde femme,.
Il commence ses études au Stonyhurst College, dans le Lancashire, puis entre en 1908 comme cadet au Collège royal naval d'Osborne (en), dans l'île de Wight.

### Accusation, renvoi
George Archer-Shee désire s'acheter une maquette par correspondance. Le 7 octobre 1908, il s'absente du collège naval pour aller à la Poste expédier un mandat de quinze shillings 6 d. en paiement de la maquette. Pendant ce temps, un autre élève, Terence Back, s'aperçoit de la disparition d'un mandat de cinq shillings qui lui avait été adressé ; il porte plainte auprès du Premier maître. Celui-ci part questionner la gestionnaire du bureau de poste, qui indique que deux élèves se sont présentés à son bureau, et que c'est le même élève qui a envoyé un mandat de quinze shillings 6 d. et encaissé le mandat de cinq shillings. Confrontée ensuite à une rangée de plusieurs élèves, elle n'arrive cependant pas à reconnaître l'élève en question. Un graphologue identifie l'écriture de George Archer-Shee comme étant celle de l'encaissement du mandat. Le renvoi de cet élève est alors signifié à son père, malgré ses protestations d'innocence.

### Affaire judiciaire
Le père Martin Archer-Shee fait appel à l'avocat Edward Carson. Avant d'accepter la cause, l'avocat soumet le jeune George Archer-Shee à un interrogatoire serré de trois heures, puis se déclare convaincu de son innocence,.
Étudiant à fond le dossier, Carson trouve plusieurs failles importantes dans l'accusation. Comme il n'y a pas de juridiction adéquate, il décide de lancer une « pétition de droit » à l'encontre de la Couronne britannique,. Le principe de la pétition est accepté, et le procès débute le 12 juillet 1910. Il est clos rapidement en faveur de l'amirauté, sans examiner vraiment le fond de l'affaire et sans audition de témoin,.
L'avocat fait aussitôt appel. Le procès en appel débute le 26 juillet suivant. L'avocat expose les faits et les incertitudes, il fait admettre que la justice due au cadet prime sur la question de droit. Il met particulièrement en relief les incertitudes du témoignage de la gestionnaire du bureau de poste, en lui faisant admettre qu'elle a pu se tromper,.
Au quatrième jour du procès, le procureur général interrompt les débats en affirmant, au nom de l'amirauté, que George Archer-Shee est innocent et doit être acquitté. Sa famille reçoit ensuite 4 120 livres de remboursement des frais de procédure et 3 000 livres d'indemnité.

### Acquitté, mort à la guerre
George Archer-Shee, ainsi blanchi, ne retourne pas au collège naval mais termine sa formation au Stonyhurst College. Il part ensuite travailler aux États-Unis.
Lors du déclenchement de la Première Guerre mondiale, George Archer-Shee revient aussitôt et obtient de s'engager. Il est tué le 31 octobre 1914 à 19 ans, à la première bataille d'Ypres.

## Postérité, adaptations
L'histoire de George Archer-Shee et de son procès font l'objet de plusieurs adaptations, au théâtre, à la radio et au cinéma :
- The Winslow Boy (en), pièce de théâtre de Terence Rattigan, 1946 ;
- Deux adaptations pour la radio, en 1947 et en 1952 ;
- The Winslow Boy, film de Anthony Asquith, sorti en 1948 ; traduit en français sous le titre Winslow contre le roi, 1949 ;
- L'Honneur des Winslow, film de David Mamet, sorti en 1999.